# فرودگاه کمپوو ارنال
فرودگاه کمپوو ارنال (به انگلیسی: Campo Arenal Aerodrome) (به زبان بومی: Aeródromo de Campo Arenal) یک فرودگاه خصوصی است که یک باند فرود آسفالت دارد و طول باند آن ۱۹۱۵ متر است. این فرودگاه در کشور آرژانتین قرار دارد و در ارتفاع ۲۳۲۳ متری از سطح دریا واقع شده‌است.